# 楊僕
楊 僕（よう ぼく、生没年不詳）は、前漢の人。河南郡宜陽県の人。楼船将軍として南越、閩越、衛氏朝鮮の征服戦争に活躍した。

## 生涯

### 千夫から主爵都尉まで
千夫（漢の武帝の時代に制定された武功爵の一つ）から吏となり、河南太守に推挙されて御史となった。関東の盗賊の取り締まりにあたり、先に御史となった尹斉を見習って、攻撃的に任務を遂行した。こうしたわけで、『漢書』は楊僕を酷吏の一人として伝える。
軍政（軍正）のとき、兵書の逸文を集めて編纂した『兵録』を武帝に献じた。
元狩4年（紀元前119年）に中尉丞から主爵都尉となり、武帝に有能さを認められた。

### 南越の征討
元鼎5年（紀元前112年）、南越が反乱を起こすと、楊僕は楼船将軍となり、豫章郡から南下して南越へ攻め込んだ。楊僕は南越と最初に交戦して勝利し、兵糧を奪うなどの功を挙げ、伏波将軍の路博徳らと共に南越を征服した。
元鼎6年（紀元前111年）3月乙酉に、南越を撃って敵の鋒を挫き、堅陣を陥れた功績で列侯（将梁侯）に封じられた。

### 閩越の征討
また、楊僕は閩越が南越征伐に参加したいと申し出ながら実際には兵を出さなかったことを糾弾し、閩越王騶余善を誅するよう願い出た。武帝は兵士の疲弊を理由に許さなかったが、豫章の梅嶺に駐留させ命を待たせた。それを聞いた閩越が反乱を起こしたので、楼船将軍楊僕は横海将軍の韓説・中尉の王温舒らと共に閩越を攻め、楊僕は武林から出撃した。
この時、楊僕は南越での武功を誇っていたため、危ぶんだ武帝は、南越での罪や過失を責める勅書を楊僕に与えた。恐れおののいた楊僕は、死命を尽くして罪を償うと誓い、出撃した。
元封元年（紀元前110年）冬、漢軍が一斉に閩越に侵攻した。武林方面では閩越の徇北将軍が迎え撃ち、楊僕の配下の校尉（部隊長）数人を破り、長史（補佐官）を殺した。しかしついに楊僕軍の榬終古が徇北将軍を斬った。閩越は騶余善を殺して降伏した。

### 朝鮮の征討
その後、元封2年（紀元前109年）に漢に従わない衛氏朝鮮を討つこととなり、楼船将軍楊僕は兵五万を率い、斉から勃海を通り攻め込んだ。楊僕は朝鮮王衛右渠に破れ、一度は兵を失い山中に隠れるほどであった。左将軍荀彘と共に首都の王険城（現在の平壌）を囲んだが、降伏を持ちかける衛氏朝鮮は荀彘よりも楊僕の方に心を寄せたため、楊僕と荀彘の関係が悪化した。楊僕はついに荀彘によって捕らえられ、指揮権を荀彘に奪われた。
衛氏朝鮮は征服されたが、荀彘は功を争ったことを理由に処刑され、楊僕も命令違反や兵の損失が多かったことを理由に誅殺されるところを罪を購い、罷免され庶人となった。その後、病死した。